# Bad Cannstatt
Bad Cannstatt je najstarije gradsko naselje i danas najveća gradska četvrt Stuttgarta. Ona je se razvila uz rijeku Neckar. 

## Ime i povijest
U doba rimske vladavine Cannstatt je vjerojatno već bio grad (civitas). Latinsko ime nije sačuvano. U pisanim izvorima Cannstatt se prvi puta spominje 746. kao Condistat.

## Stanovništvo
Godine 2007. u Bad Cannstattu živjelo je 67.544 stanovnika na površini od 15,7 km².

## Kultura i šport
U tom djelu grada Stuttgarta se nalaze zoološko-botanički vrt  Wilhelma ,  Porsche-Arena  i  Hanns-Martin-Schleyer-Halle  (dvije multifunkcionalne dvorane u kojima je održaju veliki koncerti i športski događaji).  Dio tog športskog kompleksa je i MHPArena, u njemu igra nogometni klub VfB Stuttgart i 2006. godine igrale su se utakmice Svjetskog prvenstva u nogometu jer je Stuttgart bio jedan od 12 gradova-domaćina.

## Znamenitosti
Prva württemberška željeznička pruga od Cannstatta do Untertürkheima (danas dio Stuttgarta) otvorena je 22. listopada 1845., a 1846. produžena je do Stuttgarta.
Zahvaljujući Gottliebu Daimleru Cannstatt se danas računa kao mjesto rođena automobila. 
U Cannstattu se nalazi 19 izvora mineralne vode i poznate mineralme terme.
|  | Zajednički poslužitelj ima stranicu o temi Stuttgart-Bad Cannstatt    |
|  | Zajednički poslužitelj ima još gradiva o temi Stuttgart-Bad Cannstatt |